# Le Dernier Chant

Le Dernier Chant est un téléfilm suisse réalisé par Claude Goretta et sorti en 1996.

## Synopsis
un commerçant aisé entre en relation avec une travailleuse du zoo.

## Fiche technique
- Réalisation : Claude Goretta
- Scénario : Claude Goretta, Pascal Lainé, d'après le roman Le bon vieux et la belle enfant d'Italo Svevo
- Production :  France 3 (FR 3), Odessa Films, Télévision Suisse-Romande (TSR)
- Image : Laurence Brenguier
- Costumes : Valérie De Buck
- Musique : Arié Dzierlatka
- Montage : Najet Ben Slimane
- Durée : 87 minutes
- Date de diffusion : 7 décembre 1996 (France)

## Distribution
- Michel Duchaussoy : Julien Alberi
- Frédérique Meininger : Anna
- Nathalie Quenard : Emma Favart
- Jean-François Balmer : François Berthier
- Hélène Vincent : Louise Favart
- Pierre Ruegg : Lucien Chaillat
- Maurice Aufair : Paul Collet

## Distinctions
- Fipa d'or à Biarritz en 1996 pour Frédérique Meininger[1]